# SINBA
SINBA（シンバ）は、ワーナーミュージック・ジャパン所属の女性歌手。プロデュースは周防彰悟。

## 略歴
- 2002年11月20日、シングル「RESET」でデビュー
- 2003年5月21日に1stアルバムをリリースする予定だったが中止となりその後、活動再開の情報はない。

## ディスコグラフィ

### シングル
1. RESET(2002年11月20日発売)オリコン60位
  1. RESET[4:52]
作詞：周防彰悟／作詞：植田悦子／作曲：植田悦子／編曲：NIR
日本テレビ系「FUN」FUN'S RECOMMEND #25
  2. standing up[4:24]
作詞・作曲：T2ya／編曲：永井誠一郎
日本テレビ系「最強魂」エンディングテーマ
  3. RESET (instrumental)[4:53]
  4. standing (instrumental)[4:20]
2. 華(2003年2月13日発売)オリコン32位
  1. 華 (春)[4:52]
作詞・作曲：植田悦子
TBS系　カネボウ木曜劇場「年下の男」主題歌
  2. 華 (夏)[4:42]
作詞：植田悦子／作詞：SINBA・作曲：植田悦子
  3. 華 (秋)[4:43]
作詞：植田悦子／作曲：植田悦子・NIR
  4. 華 (冬)[4:44]
作詞：植田悦子・COCO／作曲：T2ya・植田悦子
  5. 華 (instrumental)[4:51]
3. FANTASY(2003年4月23日発売)オリコン123位
  1. FANTASY[4:18]
作詞：coco／作曲・編曲：NIR
日本テレビ系「汐留スタイル!」Stylish Play
  2. Relation[3:53]
作詞：SINBA／作曲：T2ya／編曲：永井誠一郎
  3. FANTASY (instrumental)[4:19]
  4. Relation (instrumental)[3:49]